# Motron SV3R
Il Motron SV3R è un ciclomotore facente parte dei tuboni, prodotto dalla casa motociclistica Motron.
Adotta il propulsore Minarelli P6R, un'unità dotata di cambio a 6 marce. A questo motore era abbinata una ciclistica con sospensioni composte da forcella ForAl idraulica con steli da 28 mm all'avantreno e doppio ammortizzatore Paioli a gas al retrotreno; l'impianto frenante presentava un freno a disco idraulico Grimeca con pompa a doppio pistoncino contrapposto all'anteriore ed un freno a tamburo al posteriore.
Il Motron SV3R fu costruito sino al 1985, quando il codice della strada limità a 4 il numero massimo di marce per un veicolo 50 cm³. Il suo posto al top della gamma Motron fu preso dal GTO, una versione accessoriata del modello con motore Minarelli RV4.
L'ultimo Motron SV3R, denominato ID per via della presenza degli indicatori di direzione, era dotato di faro quadrato, mascherina bassa sul faro anteriore (sostituita con quella alta sugli ultimissimi esemplari), carenature laterali sopra il motore.